# Bergtjärnen (Kalls socken, Jämtland, 707731-136022)
Bergtjärnen är en sjö i Åre kommun i Jämtland och ingår i Indalsälvens huvudavrinningsområde. Sjön har en area på 0,475 kvadratkilometer och ligger 407,1 meter över havet.

## Delavrinningsområde
Bergtjärnen ingår i det delavrinningsområde (707643-136105) som SMHI kallar för Mynnar i Oxögat. Medelhöjden är 476 meter över havet och ytan är 5,3 kvadratkilometer. Det finns inga avrinningsområden uppströms utan avrinningsområdet är högsta punkten. Vattendraget som avvattnar avrinningsområdet har biflödesordning 4, vilket innebär att vattnet flödar genom totalt 4 vattendrag innan det når havet efter 358 kilometer. Avrinningsområdet består mestadels av skog (69 procent) och sankmarker (10 procent). Avrinningsområdet har 0,39 kvadratkilometer vattenytor vilket ger det en sjöprocent på 7,4 procent.